# Poesía de la experiencia

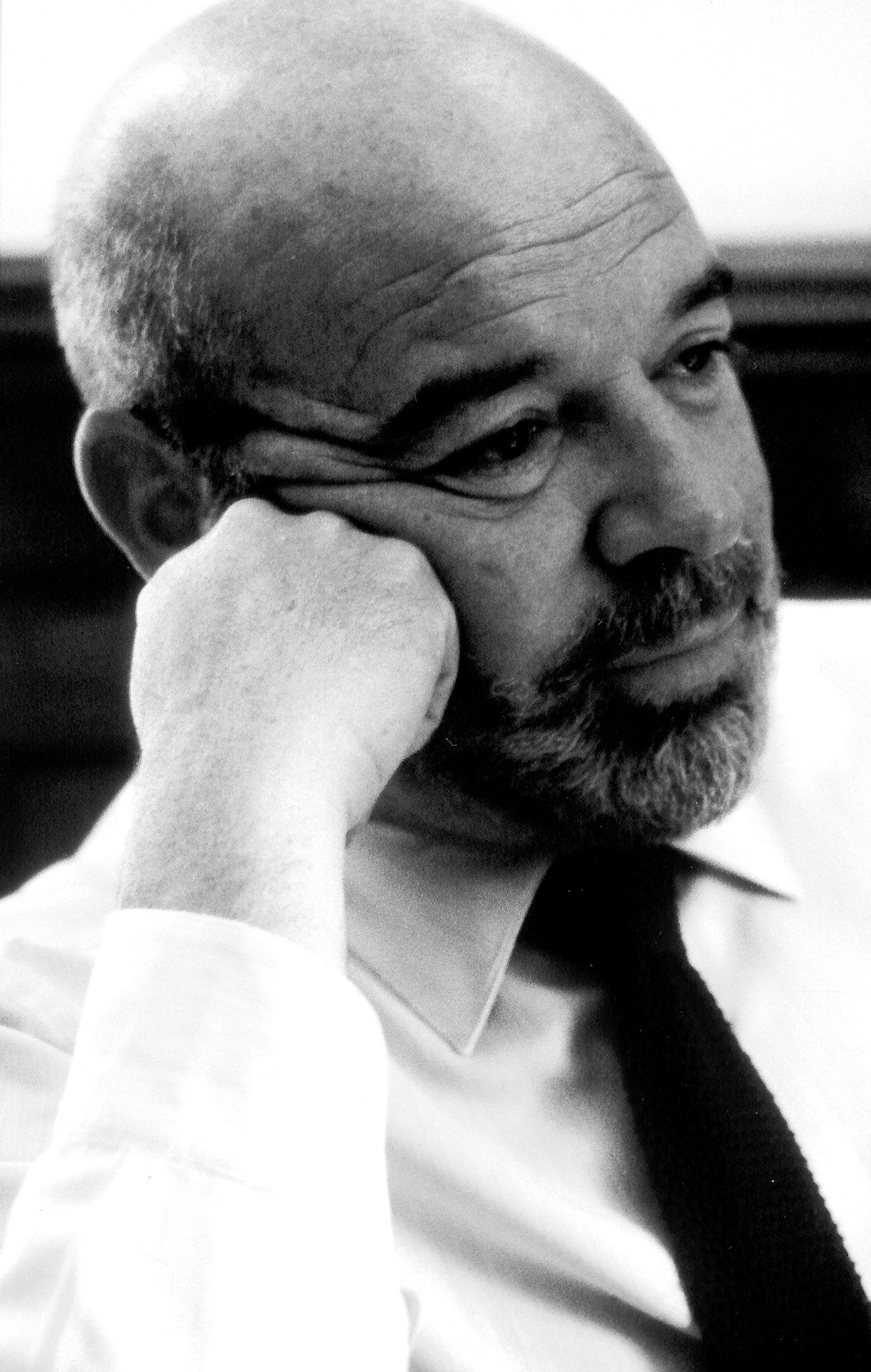
Jaime Gil de Biedma, primer impulsor de la poesía de la experiencia en España.

La poesía de la experiencia es la etiqueta predominante para definir la corriente lírica española que surge a finales de los años setenta y principios de los ochenta, en un contexto de transición entre el declive de la poesía novísima y la búsqueda de nuevas formas de expresión más humanizadas.
Aunque sus autores no plantearon un manifiesto programático para su creación, la tendencia se consolidó con el tiempo hasta convertirse en la corriente dominante en la poesía española de los años ochenta y noventa del siglo XX.
A diferencia de lo que sugiere su nombre, la relación entre esta corriente y el libro The Poetry of Experience (1957) de Robert Langbaum es escasa. La etiqueta surgió después y se consolidó como una forma de describir una poesía figurativa, cercana al realismo y con un fuerte componente narrativo.
En España, Jaime Gil de Biedma fue uno de los primeros en reflexionar sobre estas ideas, adoptándolas en su manera de concebir la poesía como un espacio en el que la memoria y la identidad se ponen en juego. Luis García Montero, uno de los principales impulsores de esta corriente, asumió este legado y lo reinterpretó, consolidando un estilo en el que lo cotidiano y lo narrativo se convierten en elementos centrales del poema.
Esta tendencia conecta con los poetas del medio siglo, como Gil de Biedma y Francisco Brines, así como con algunos escritores de la generación del 68, como Juan Luis Panero, quienes ya venían abogando por esta rehumanización. Han surgido diversas variantes dentro de esta corriente, desde una poesía más meditativa hasta una que adopta influencias del realismo sucio. No obstante, todas mantienen el principio fundamental de recuperar la experiencia como eje central de la escritura poética.

## Características
En términos teóricos la poesía de la experiencia se inspira en la tradición de la poesía del medio siglo XX, especialmente en autores como Jaime Gil de Biedma y Ángel González, quienes incorporaron elementos de la vida cotidiana en sus versos sin abandonar la carga crítica. Sin embargo, el desarrollo de esta corriente en los años ochenta y noventa llevó a un énfasis mayor en la narratividad y en la identificación del lector con el sujeto poético. Para conseguirlo, utiliza un lenguaje coloquial y conexión con el imaginario cultural de su época: los poemas incorporan referencias a la música, el cine, la política o la vida urbana.
Desde sus inicios, fue promovida como una alternativa accesible y comunicativa frente a la complejidad conceptual de otras corrientes contemporáneas del siglo XX. Es el resultado de la evolución de la poesía española tras la posguerra, en un contexto donde la necesidad de renovación llevó a los poetas a distanciarse tanto del esteticismo vanguardista como del tono hermético de algunas corrientes anteriores. Entonces, la clave para sus seguidores es narrar el día a día desde una perspectiva cercana al lector: retoma elementos de la tradición realista, pero los actualiza a través de una voz más reflexiva y personal, en la que el sujeto poético se convierte en un observador de la vida cotidiana.

## Origen del término
La poesía de la experiencia encuentra sus raíces en el intimismo y la narratividad, con influencias de la generación del 50. El término se consolidó en el ámbito literario para referirse a una corriente poética que surgió tras el declive de la poesía novísima en los años setenta. Su origen está vinculado a la búsqueda de un lenguaje más accesible y a la recuperación de lo cotidiano, en contraste con el esteticismo y el culturalismo que habían dominado la poesía anterior.
Antes de consolidarse como poesía de la experiencia, este movimiento tuvo su origen en la corriente conocida como "la otra sentimentalidad", surgida en Granada a principios de los años 80. En 1983, Luis García Montero, Álvaro Salvador y Javier Egea publicaron La otra sentimentalidad y expusieron su manifiesto en el diario El País. Inspirados en Antonio Machado y su idea de una nueva sentimentalidad, estos poetas reaccionaron contra el culturalismo de los "novísimos" y buscaron una poesía más cercana a la realidad y con un mayor compromiso social. A medida que la tendencia evolucionó, el término "poesía de la experiencia" se fue imponiendo, ampliando su alcance más allá del grupo granadino y acogiendo a otros poetas de distintas regiones de España, como Joan Margarit, Benjamín Prado, Carlos Marzal y Vicente Gallego.
Esta denominación proviene del libro The Poetry of Experience (1957) del crítico inglés Robert Langbaum, aunque su introducción en España se debe principalmente a Jaime Gil de Biedma, quien lo adoptó para definir su propia concepción de la poesía. Más tarde, los poetas vinculados a esta corriente lo hicieron suyo, aunque con un sentido diferente al que tenía en su formulación original. Su desarrollo estuvo marcado por la obra de autores como Montero, Miguel d’Ors y Andrés Trapiello, quienes contribuyeron a definir su estética y alcance.

## Influencia y legado
La poesía de la experiencia ha sido una de las corrientes más influyentes en la lírica española desde finales del siglo XX. Su énfasis en la cotidianidad y su estilo accesible permitieron que conectara con un público amplio y que sus autores alcanzaran reconocimiento en el ámbito editorial y académico. Su éxito comercial permitió la publicación de numerosos libros y facilitó la supervivencia de muchas editoriales especializadas en poesía, como Visor, Hiperión y Pre-Textos.

Esta tendencia ha sido objeto de revisiones críticas, con algunas voces que la consideran agotada y otras que destacan su capacidad de adaptación y reinvención. Sus representantes han evolucionado hacia estilos más personales, alejándose de las características que en un inicio definieron al grupo. Como resultado, dentro de la evolución de la poesía de la experiencia se han identificado nuevas orientaciones, como una corriente con mayor carga realista y social, y otra de matices más reflexivos y metafísicos.

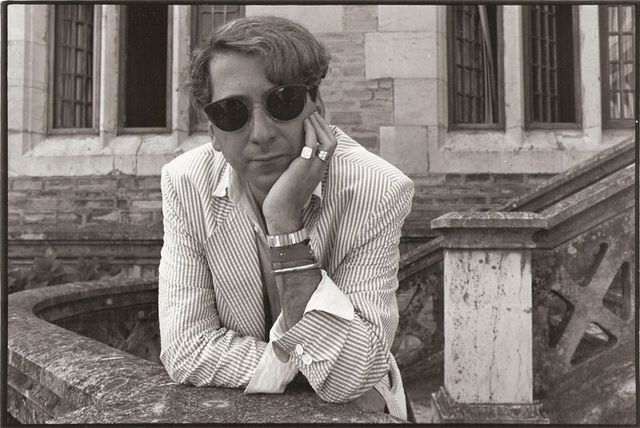
Luis Antonio de Villena, poeta y crítico literario, partidario de una poesía de la experiencia en continua adaptación.

Luis Antonio de Villena ha señalado que el futuro de esta corriente depende de su capacidad para reinventarse sin perder su esencia. Una de las posibles vías de evolución es lo que Villena denomina "ruptura interior", es decir, un cambio que no implique abandonar la tradición figurativa, sino ampliarla o variarla. Algunos poetas han explorado esta posibilidad mediante una poesía más introspectiva o con una mayor carga realista. No obstante, el desafío sigue siendo evitar que la poesía de la experiencia se convierta en un modelo repetitivo sin capacidad de innovación.
A pesar de las críticas sobre su predominio en la escena literaria, la poesía de la experiencia ha dejado una huella importante en las generaciones posteriores. Su legado se mantiene en el siglo XXI, influyendo en la manera en que la poesía española sigue explorando la relación entre el individuo y su entorno.
Uno de los principales legados de esta corriente es la recuperación del poema como un espacio de comunicación directa con el lector. Al acercarse a la narración y al lenguaje cotidiano, la poesía de la experiencia ha contribuido a ampliar el público lector de poesía, logrando que esta deje de ser percibida como un género inaccesible. También ha fomentado la incorporación de elementos de la cultura popular y ha abierto nuevas posibilidades para la fusión entre poesía y otras formas de expresión artística. Su impacto se ha extendido a la prosa poética y a otros géneros híbridos, fomentando un estilo que fusiona lo narrativo con lo lírico.
Sin embargo, su legado también ha generado una fuerte reacción en sectores de la poesía más experimental o comprometida. Autores como Jorge Riechmann han reivindicado una poesía que no solo exprese la subjetividad individual, sino que también aborde cuestiones colectivas y problemáticas globales. De este modo, el debate en torno a la poesía de la experiencia refleja la tensión entre distintas maneras de entender la función de la poesía en la sociedad. García Montero destaca que la poesía de la experiencia no es una reacción simplista contra la vanguardia, sino una manera de entender la tradición desde una mirada renovadora.
Aunque el legado de la poesía de la experiencia ha sido objeto de discusión, ha contribuido a redefinir los parámetros de la poesía contemporánea en lengua española.

## Nómina de principales autores
La poesía de la experiencia en España tiene sus raíces en la evolución del lenguaje poético hacia una voz más cercana y reflexiva, que conecta con la tradición del monólogo dramático y la exploración del yo. Jaime Gil de Biedma es una de las figuras clave en este proceso, ya que su obra plantea una continua tensión entre el paso del tiempo, la construcción de la identidad y la distancia entre el poeta y su propio discurso. Su poesía no solo incorpora elementos autobiográficos, sino que los convierte en un juego de espejos en el que el pasado y el presente se enfrentan, cuestionando la estabilidad del sujeto.

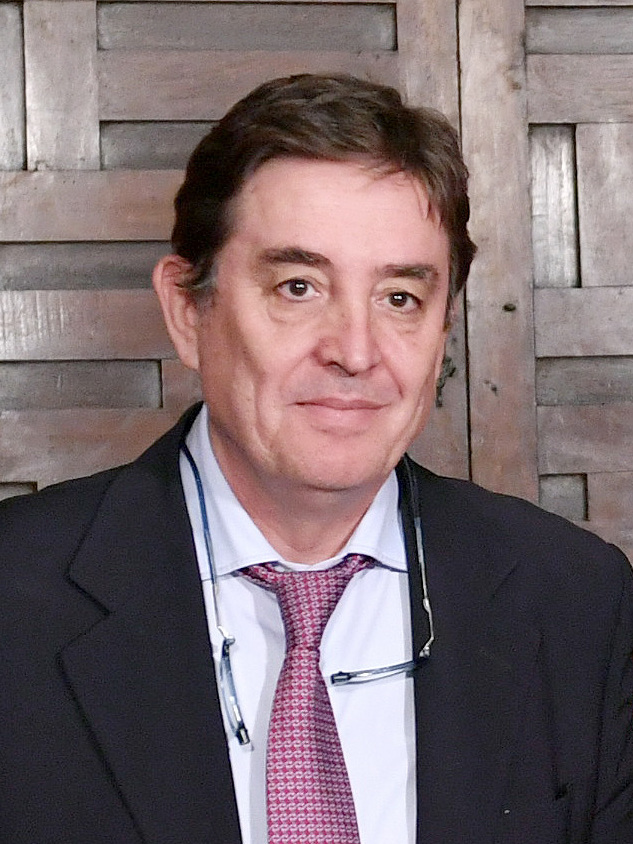
Luis García Montero, impulsor de la poesía de la experiencia en España.

Este enfoque influyó en generaciones posteriores a Gil de Biedma, especialmente en poetas como Luis García Montero, quien ha desarrollado una escritura que mantiene la comunicación directa con el lector sin renunciar a la complejidad poética. Felipe Benítez Reyes y Carlos Marzal, por su parte, han añadido a esta corriente un tono más irónico y meditativo, respectivamente, ampliando así las posibilidades expresivas de la poesía de la experiencia.
Dentro de esta evolución, Ángeles Mora ha destacado como una voz singular que se distingue por su discreción y su resistencia a la teorización poética. Su poesía es un "pensar de lo cotidiano", caracterizada por un tono contenido y una narración en voz baja que refleja una visión íntima de la realidad. A través de estos y otros autores, esta corriente ha evolucionado y se ha consolidado como una de las más influyentes en la poesía española contemporánea.
| Año de nacimiento | Nombre y apellidos     | Localidad de nacimiento      | Características |
| ----------------- | ---------------------- | ---------------------------- | --- |
| 1929              | Jaime Gil de Biedma    | Barcelona                    | Exploración del yo poético y la memoria; influencia del monólogo dramático; mirada irónica sobre el paso del tiempo |
| 1938              | Joan Margarit          | Sanaüja (Lérida)             | Voz singular que combinó la lírica de la experiencia con una reflexión profunda sobre la vida y la pérdida          |
| 1946              | Miguel d'Ors           | Santiago de Compostela       | Poeta de tono reflexivo, con influencias de la tradición clásica y una visión serena de la existencia               |
| 1950              | Álvaro Salvador        | Granada                      | Integrante clave del grupo inicial de Granada, vinculado a la "nueva sentimentalidad"                               |
| 1950              | Luis Alberto de Cuenca | Madrid                       | Estilo directo y narrativo, con referencias culturales y un tono desenfadado                                        |
| 1951              | Jon Juaristi           | Bilbao                       | Poeta y ensayista con una obra que combina ironía y tradición cultural                                              |
| 1952              | Ángeles Mora           | Rute (Córdoba)               | Destaca por su poesía intimista y su reflexión sobre lo cotidiano                                                   |
| 1953              | Andrés Trapiello       | Manzaneda de Torío (León)    | Poesía reflexiva y narrativa, con un enfoque melancólico y crítico sobre la memoria y el tiempo                     |
| 1954              | Antonio Jiménez Millán | Granada                      | Influenciado por la poesía anglosajona y la literatura contemporánea                                                |
| 1952              | Javier Egea            | Granada                      | Poeta comprometido: con una visión crítica y política dentro del movimiento                                         |
| 1958              | Luis García Montero    | Granada                      | Principal teórico del movimiento, mezcla lo cotidiano con la tradición literaria                                    |
| 1960              | Felipe Benítez Reyes   | Rota (Cádiz)                 | Uso del humor y la ironía, defensa de la poesía como oficio y artificio                                             |
| 1961              | Benajmín Prado         | Madrid                       | Autor de una poesía cercana a la narrativa, con un fuerte componente autobiográfico y social                        |
| 1961              | Carlos Marzal          | Valencia                     | Poeta de tono meditativo, con una mirada filosófica sobre la experiencia y la memoria                               |
| 1963              | Vicente Gallego        | Valencia                     | Poesía de introspección y reflexión filosófica sobre la experiencia                                                 |
| 1965              | Álvaro García          | Málaga                       | Poeta que ha explorado una vertiente más reflexiva dentro de la poesía de la experiencia                            |
| 1966              | Luis Muñoz             | Granada                      | Renovador del estilo, con un tono más introspectivo y una lírica depurada                                           |
| 1966              | Juan Bonilla           | Jerez de la Frontera (Cádiz) | Poesía de gran ingenio, con una fuerte conexión con la literatura y el periodismo                                   |
| 1967              | José Luis Piquero      | Mieres (Asturias)            | Su poesía aborda la angustia existencial con un enfoque contemporáneo                                               |

## Problemas con el término
Desde su aparición, "poesía de la experiencia" ha sido una etiqueta polémica, utilizada tanto para definir una tradición poética como para descalificarla. Luis García Montero señala que esta denominación fue impuesta por sus críticos con la intención de simplificar una corriente literaria compleja y heterogénea. Una de las principales críticas generales es que el término es ambiguo porque agrupa a poetas con estilos y enfoques muy diversos, lo que dificulta una definición clara y unificada. En respuesta a estas críticas, han surgido tendencias alternativas, como la poesía de la conciencia, que buscan ampliar el alcance temático y formal de la poesía contemporánea.
Parte de la crítica ha señalado que la poesía de la experiencia tiende a reproducir una visión conformista de la realidad, evitando el cuestionamiento de estructuras sociales o políticas. Desde grupos vinculados a la poesía de la conciencia se ha acusado a esta corriente de promover una mirada individualista y ajena a los conflictos sociales contemporáneos. También se le ha reprochado su cercanía con el lenguaje coloquial, ya que esta búsqueda de accesibilidad podría derivar en una simplificación estética. Al mismo tiempo, corre el riesgo de volverse predecible, limitándose a una narratividad sencilla que deja de lado la experimentación formal.

Otro de los principales problemas radica en la ambigüedad del término "experiencia", que puede referirse tanto a vivencias personales como a experiencias compartidas de carácter histórico o social. Desde el interior del propio movimiento,  Fernando Beltrán ha señalado el riesgo de reducir la poesía a una mera narración de anécdotas personales, despojándola de una dimensión más profunda. Este poeta propuso la expresión "poesía desde la experiencia" para diferenciar una escritura que no se limite a lo anecdótico, sino que incorpore una reflexión más amplia sobre la realidad.

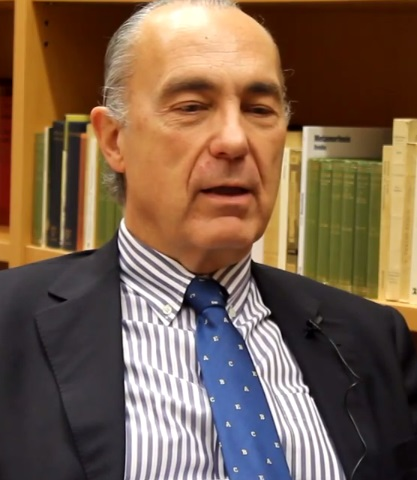
Luis Alberto de Cuenca, teórico y autor de la poesía de la experiencia en España.

Por otro lado, dentro del propio grupo de poetas que se asocian a esta tendencia, existen diferencias notables en cuanto a los temas tratados y las influencias literarias. Mientras algunos autores han desarrollado un tono más lírico e intimista, otros han optado por una mirada más irónica o crítica.
Este abanico de enfoques ha generado discusiones sobre si la poesía de la experiencia constituye realmente una corriente unificada o si se trata de una categoría crítica demasiado general. La llamada "línea clara" de la poesía de la experiencia, como la definió Luis Alberto de Cuenca en referencia a los cómics de Hergé, ha evolucionado con el tiempo, y los poetas que inicialmente se asociaron con esta corriente han desarrollado estilos más personales.
Otro aspecto debatido es su relación con el mercado editorial. A diferencia de otras corrientes poéticas que han mantenido un público minoritario, la poesía de la experiencia logró alcanzar una difusión más amplia. Algunos críticos han visto esto como un signo de éxito, mientras que otros consideran que esta popularidad ha llevado a una estandarización de la poesía, adaptándose a los gustos del lector en lugar de fomentar una exploración estética más profunda.
En este sentido, la poesía de la experiencia es un punto de referencia dentro de la poesía contemporánea española, pero también ha generado reacciones adversas, especialmente desde sectores que defienden una mayor experimentación formal o un compromiso político y social más explícito en la poesía.